# Ébauche d'une histoire des Qing
Ébauche d'une histoire des Qing (chinois : 清史稿 ; pinyin : qīng shǐ gǎo) est une ébauche de l'histoire officielle de la dynastie Qing de Chine. L'ébauche fut compilée par une équipe de plus de 100 historiens, sous la direction de Zhao Erxun, organisés par le gouvernement de la République de Chine. Le projet commença en 1914, et le brouillon fut pratiquement fini en 1927. La version finale n'a jamais été publiée à cause des guerres civiles chinoises.

## Format
L'ébauche suit le plan des Vingt-Quatre Histoires (les précédentes histoires officielles), contenant quatre sections :
- Ji (纪), contenant des biographies des empereurs
- Zhi (志), contenant des événements d'ordre économique et culturel de la dynastie
- Biao (表), contenant des listes de personnes qui ont tenu les postes importants et de membres de la famille royale
- Zhuan (传), contenant des biographies des figures notables.

## Critiques
L'ébauche a été critiquée pour être contre la Révolution Xinhai et le gouvernement républicain. De plus, comme le projet n'a jamais été fini, les auteurs ont admis qu'il y avait eu des erreurs factuelles ou superficielles.[réf. nécessaire]